# Geir Bakke
Geir Bakke (Hamar, 1969. október 23. –) norvég labdarúgó, edző. 2023 óta a Vålerenga vezetőedzője.

## Pályafutása

### Labdarúgóként
Bakke a norvégiai Hamar városában született. Az ifjúsági pályafutását a Rælingen akadémiájánál kezdte.
1987-ben mutatkozott be a Strømmen felnőtt csapatában. 1993-ban a Kongsvinger, majd 2015-ben a Stabæk szerződtette.

### Edzőként
1998 és 1999 között a Skjetten edzője volt. 1999-től 2014-ig a Vålerenga, a Moss, a Stabæk, a Kristiansund és a Molde csapatánál töltötte be a vezető pozíciót. 2015-ben az első osztályú Sarpsborghoz igazolt. A 2015-ös szezont a 11. helyen zárták. 2017-ben megszerezték a bronzérmet és így kvalifikálódtak az Európa-liga 1. selejtezőkörébe. AZ EL-ben egészen a csoportkörig jutottak. 2019-ben a Lillestrøm szerződtette. A 2020-as szezonban a másodosztályban szerepeltek, majd a 2021-es idényt már újra az Eliteserienben kezdték. 2023-ban a Vålerengához igazolt.

## Sikerei, díjai

### Edzőként
Kristiansund
- 2. divisjon, 2. csoport
  - Feljutó (1): 2012

Sarpsborg 08
- Eliteserien
  - Bronzérmes (1): 2017

- Norvég Kupa
  - Döntős (2): 2015, 2017

Egyéni
- Eliteserien – Az Év Edzője: 2017